# Edmund J. Davis

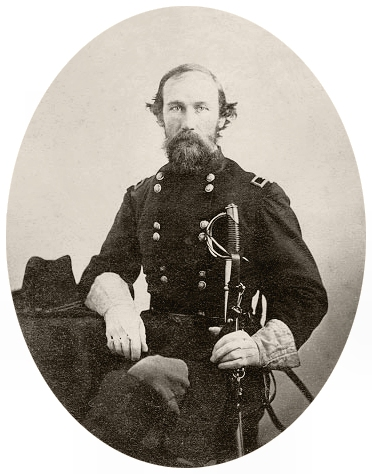
Edmund J. Davis

Edmund Jackson Davis (* 2. Oktober 1827 in St. Augustine Florida; † 7. Februar 1883 in Austin, Texas) war ein Offizier der amerikanischen Unionsarmee und 15. Gouverneur von Texas.
Davis wurde in Florida als Sohn von William Godwin and Mary Ann Davis geboren. Sein Vater war aus South Carolina und arbeitete als Landvermesser und Staatsanwalt in St. Augustine. 1848 zog die Familie nach Galveston, Texas. Hier arbeitete der junge Davis als Angestellter im Postbüro und studierte Jura. 1849 zog er nach Corpus Christi, arbeitete als Angestellter in einem Laden, vollendete sein Studium und wurde noch im gleichen Jahr als Anwalt zugelassen. 1853 wurde er Bezirks-Staatsanwalt für den 12. Bezirk in Brownsville und 1856 ernannte ihn Gouverneur Elisha M. Pease zum Richter in diesem Bezirk.
Am 6. April 1858 heiratete er Anne Elizabeth Britton, die Tochter von Forbes Britton, einem Senator und Freund von Sam Houston. Das Paar hatte zwei Söhne.
Davis gehörte zuerst der Whig-Partei an, wechselte dann jedoch um 1855 zu den Demokraten. Als Folge seiner politischen Einstellung gegen die Konföderierten musste er im Mai 1862 Texas verlassen. Er floh mit John L. Haynes und William Alexander zuerst nach New Orleans und dann nach Washington, D.C., wo er mit Präsident Abraham Lincoln zusammentraf, der gerade Truppen aufstellte, um in Texas einzurücken. Am 26. Oktober 1862 wurde Davis Colonel und erhielt die Erlaubnis, ein Kavallerie-Regiment aufzustellen, was später die First Texas Cavalry wurde. Nach dem Ende des Krieges bekleidete Davis verschiedene öffentliche Ämter und wurde 1870 als Nachfolger von Pease Gouverneur von Texas. 1872 stellte er sich zur Wiederwahl und wurde bis 1874 in seinem Amt bestätigt. Sein Nachfolger wurde Richard Coke. 1880 stellte er sich nochmals zur Wahl, wurde aber von Oran M. Roberts geschlagen.